# Crítica canónica

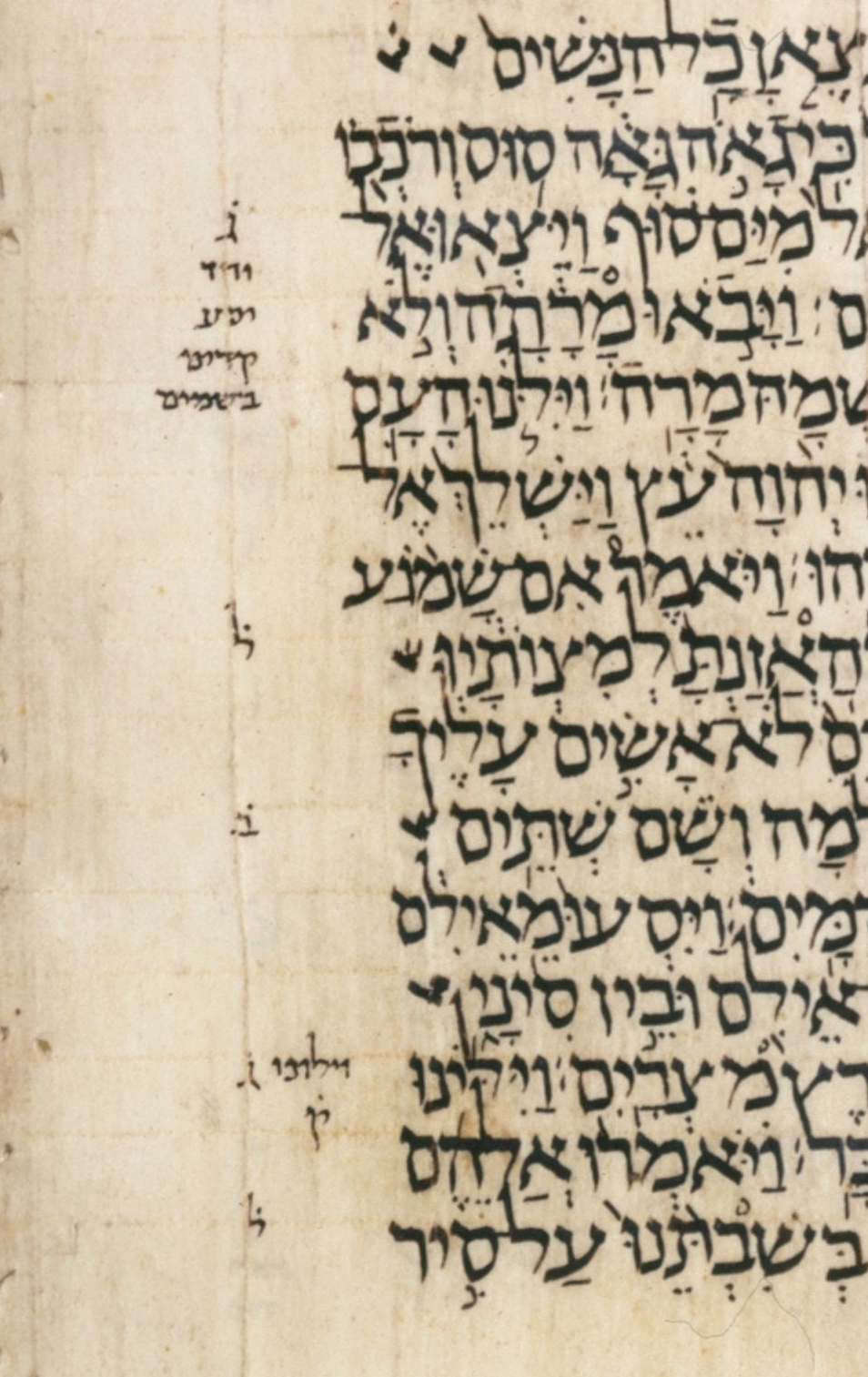
Una porción del Códice de Leningrado. Aunque la Biblia Hebrea es el resultado de un proceso de desarrollo, la crítica canónica se centra en la forma final del texto.

La crítica canónica, a veces llamada enfoque canónico, es una manera de interpretar la Biblia centrada en el propio texto del canon bíblico como un producto terminado. Se hizo popular por Brevard Childs, aunque él personalmente rechazó el término. Mientras que otros tipos de crítica bíblica se centran en los orígenes, la estructura y la historia del texto, la crítica canónica examina el significado que tiene el texto en su forma final para la comunidad que lo usa.

## Descripción
La crítica canónica implica «prestar atención a la forma actual del texto para determinar su significado para la comunidad creyente». Según James Barr, se trata de concentrar la autoridad «en el texto canónico, y no en las personas o eventos de los que proviene ese texto». Brevard Childs dice que el canon «no solo sirve para establecer los límites externos de la Escritura autorizada», sino que «forma un prisma a través del cual la luz de los diferentes aspectos de la vida cristiana es refractada». También señala que «los tradents de la tradición han tratado de ocultar sus propias huellas para enfocar la atención en el texto canónico en sí y no en el proceso». Sin embargo, Childs se niega a hablar de la crítica canónica como si estuviera en un nivel con la crítica de las formas o la crítica de la redacción. Según Childs, representa un cambio completamente nuevo, que reemplaza todo el método histórico-crítico.
John H. Sailhamer ve el «enfoque canónico» como incluyendo la «crítica canónica» de Childs, así como la crítica de la composición, la crítica de la redacción y la lingüística del texto.

## Orígenes
La crítica canónica es un acercamiento relativamente nuevo a los estudios bíblicos. Tan recientemente como 1983, James Barr podría afirmar que el canon no tenía significado hermenéutico para la interpretación bíblica. Childs estableció su enfoque canónico en su Theology in Crisis (1970) y lo aplicó en Introduction to the Old Testament as Scripture (1979).
La frase «crítica canónica» fue utilizada por primera vez por James A. Sanders en 1972. Childs repudia el término porque:

Esto implica que la preocupación por el canon se ve como otra técnica histórico-crítica que puede tomar su lugar junto a la crítica de la fuente, la crítica de la forma, la crítica retórica y similares. No veo el acercamiento al canon bajo esta luz. Más bien, el tema en juego en el canon se convierte en establecer una postura de la cual la Biblia debe ser leída como Sagrada Escritura.
 

La crítica canónica surgió como una reacción a otras formas de crítica bíblica. John Barton sostiene que la tesis primaria de Child es que los métodos histórico-críticos son «insatisfactorios teológicamente».
Según Barton, el enfoque de Childs es «genuinamente nuevo», en el sentido de que es un «intento de cubrir la brecha entre la crítica bíblica y la teología», y que pertenece más al ámbito de la crítica literaria que el del estudio «histórico» de los textos.
Sanders argumenta que la crítica canónica es la «postura autocrítica» de la crítica bíblica:

No solo es una evolución lógica de etapas anteriores en el crecimiento de la crítica, sino que también se refleja en todas las disciplinas de la crítica bíblica y las informa a todas en cierta medida.
 

También sugiere que coloca la Biblia «de vuelta a donde pertenece, en las comunidades creyentes de hoy»:

La crítica canónica se puede ver en la metáfora como el bedel (bedelos) que ahora lleva la Biblia estudiada críticamente en la procesión de nuevo al atril de la iglesia del estudio del erudito.
 

Barton ha observado paralelismos entre la crítica canónica y la Nueva Crítica de T. S. Eliot y otros. Ambas escuelas de pensamiento afirman que «un texto literario es un artefacto», que «el intencionalismo es una falacia» y que «el significado de un texto está en función de su lugar en el canon literario».

## Crítica
El enfoque canónico ha sido criticado por los estudiosos desde perspectivas tanto liberales como evangélicas. Por un lado, según Dale Brueggemann, James Barr acusa a Childs de «ayudar y alentar» a los fundamentalistas. Aunque el enfoque de Childs es «post-crítico» en lugar de pre-crítico, Barr argumenta que la visión de una era post-crítica es «el sueño conservador». Barton, sin embargo, señala que:

Sea lo que sea que Childs esté haciendo, no nos está llevando de vuelta al canon, porque nadie ha sido consciente del canon de esta manera antes. Solo después de haber visto lo variado e incoherente del Antiguo Testamento es que podemos comenzar a preguntarnos si, sin embargo, podemos leerlo como una unidad.
 

Los eruditos conservadores, por otra parte, se oponen a la forma en que la crítica canónica evita «cuestiones vehementes relacionadas con la validación histórica de la revelación». Oswalt sugiere que los críticos canónicos alegremente «separan el hecho y el significado» cuando sugieren que estamos llamados a someternos a la verdad inspirada del texto, a pesar de la incapacidad de la comunidad para admitir dónde realmente la obtuvieron.
Barton también sugiere que hay tensión entre «el texto mismo» y «el texto como parte del canon». Es decir, el enfoque canónico hace tanto hincapié en el texto en su forma final, tal como lo tenemos, como en la idea de que «las palabras que componen el texto dibujan su significado desde el contexto y el entorno en el que están destinadas a ser leídas». Barton sostiene que «el enfoque canónico de hecho socava la preocupación por el texto terminado como un fin en sí mismo, y nos lleva, una vez más, más cerca de la crítica histórica tradicional».

## Aplicaciones
Childs aplica su enfoque canónico a la literatura profética, y argumenta que en Amós, «un mensaje profético original se expandió colocándolo en un contexto teológico más amplio», mientras que en Nahúm y Habacuc, a los oráculos se les asigna un nuevo rol a través de la introducción de material hímnico, y «funcionan ahora como una ilustración dramática del triunfo escatológico de Dios».
Jon Isaak aplica el enfoque canónico a 1 Corintios 14 y la cuestión de que las mujeres estén en silencio en la iglesia. Isaak sostiene que:

En el enfoque canónico, las preocupaciones teológicas preceden a los intereses históricos. No se intenta reconstruir un retrato histórico de Pablo para probar algún punto o refutar a otro. No hay psicologización basada en lo que Pablo pudo o no pudo haber dicho.
 

Gerald H. Wilson adoptó un enfoque canónico en sus estudios del Salterio y concluyó que el libro tenía una unidad intencional y que «había sido redactado para representar una secuencia de ideales en desarrollo». Yee Von Koh sugiere que Wilson fue «el primero en aplicar la crítica canónica al estudio del Salterio de la manera más clara y completa».
El enfoque canónico también se ha aplicado a pasajes como el Salmo 137 y Ezequiel 20.